# Joan Weldon
Pour les articles homonymes, voir Weldon.

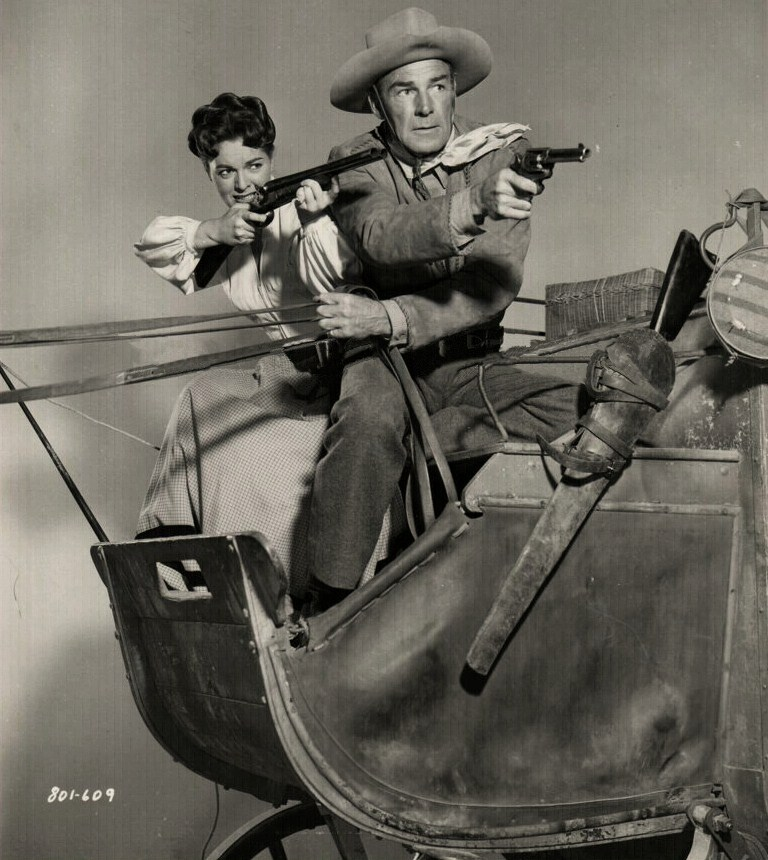
Avec Randolph Scott, dans Le Cavalier traqué (1954, photo promotionnelle)

Joan Weldon est une actrice et chanteuse américaine, née Joan Louise Welton le 5 août 1930 à San Francisco (Californie) et morte le 11 février 2021 à Fort Lauderdale (Floride),.

## Biographie
Adolescente, elle se forme au chant et auditionne en 1947 (à dix-sept ans) au San Francisco Opera, dont elle intègre le chœur. En 1952, alors qu'elle chante au sein du Los Angeles Civic Light Opera (en), elle est repérée par un producteur de la Warner Bros. et signe un contrat avec cette compagnie.
Sous le nom de scène de Joan Weldon, elle contribue au cinéma à onze films américains sortis entre 1953 et 1958, dont les westerns Les Massacreurs du Kansas d'André de Toth (1953, avec Randolph Scott et Claire Trevor) et La poursuite dura sept jours de David Butler (1954, avec Guy Madison et James Whitmore), ou encore le classique de science-fiction Des monstres attaquent la ville de Gordon Douglas (1954, avec Edmund Gwenn et James Arness).
Elle apparaît également à la télévision, dans huit séries entre 1955 et 1958, dont Perry Mason (un épisode, 1957) et Maverick (un épisode, 1958).
En 1958, renonçant à poursuivre une carrière d'actrice, Joan Weldon intègre la tournée américaine (jusqu'en 1961) de la comédie musicale de Meredith Willson The Music Man, en vedette aux côtés de Forrest Tucker. De novembre 1961 à janvier 1962, elle tient son unique rôle à Broadway (New York) dans la comédie musicale Kean (en), avec Alfred Drake personnifiant Edmund Kean.
Suivent deux comédies musicales du tandem Rodgers-Hammerstein, Oklahoma ! (1963, avec Fess Parker, à New York et en tournée) et La Mélodie du bonheur (1964, à Fort Worth, dans le rôle de Maria Rainer), ainsi qu'une adaptation de l'opérette viennoise La Veuve joyeuse de Franz Lehár (1964, avec Mischa Auer, à New York).
Mariée en 1966, Joan Weldon se consacre désormais à sa famille, mais revient toutefois pour une ultime apparition sur scène, dans l'opérette de Sigmund Romberg The Desert Song, en 1980 à Sacramento.

## Filmographie

### Cinéma (intégrale)
- 1953 : The System (en) de Lewis Seiler : Felice Stuart
- 1953 : So This Is Love de Gordon Douglas : Ruth Obre
- 1953 : Les Massacreurs du Kansas (The Stranger Wore a Gun) d'André de Toth : Shelby Conroy
- 1954 : La poursuite dura sept jours (The Command) de David Butler : Martha Cutting
- 1954 : L'Homme des plaines (The Boy from Oklahoma) de Michael Curtiz : Maybelle
- 1954 : Le Cavalier traqué (Riding Shotgun) d'André de Toth : Orissa Flynn
- 1954 : Des monstres attaquent la ville (Them!) de Gordon Douglas : Dr Patricia « Pat » Medford
- 1954 : Au fond de mon cœur (Deep in My Heart) de Stanley Donen, séquence The New Moon : Marianne
- 1957 : Gunsight Ridge de Francis D. Lyon : Molly Jones
- 1958 : La Journée des violents (Day of the Badman) d'Harry Keller : Myra Owens
- 1958 : Retour avant la nuit (Home Before Dark) de Mervyn LeRoy : Frances Barrett

### Séries télévisées (sélection)
- 1957 : Cheyenne, saison 3, épisode 2 The Conspirators de Leslie H. Martinson : Nellie Merritt
- 1957 : Perry Mason, première série, saison 1, épisode 7 The Case of the Angry Mourner de William D. Russell : Marion Keats
- 1958 : Maverick, saison 1, épisode 24, Plunder of Paradise de Douglas Heyes : Grace Wheeler

## Théâtre musical (sélection)

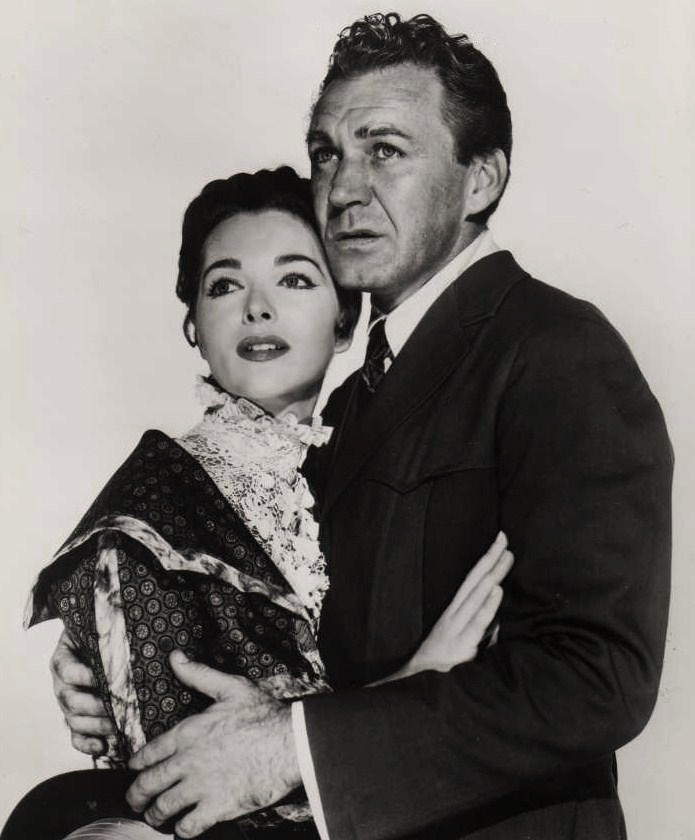
Avec Forrest Tucker, dans The Music Man (1960, photo promotionnelle)

- 1958-1961 : The Music Man, comédie musicale, musique, lyrics et livret de Meredith Willson, mise en scène de Morton DaCosta, costumes de Raoul Pène Du Bois : Marian Paroo (tournée américaine)
- 1961-1962 : Kean, comédie musicale, musique et lyrics de Robert Wright et George Forrest, livret de Peter Stone, d'après la pièce éponyme d'Alexandre Dumas et sa version révisée par Jean-Paul Sartre, mise en scène et chorégraphie de Jack Cole : Comtesse Elena De Koeberg (Broadway)
- 1963 : Oklahoma !, comédie musicale, musique de Richard Rodgers, lyrics et livret d'Oscar Hammerstein II : Laurey Williams (New York et tournée américaine)
- 1964 : La Mélodie du bonheur (The Sound of Music), comédie musicale, musique de Richard Rodgers, lyrics d'Oscar Hammerstein II, livret d'Howard Lindsay et Russel Crouse : Maria Rainer (Fort Worth)
- 1964 : La Veuve joyeuse (Die lustige Witwe - The Merry Widow), opérette, musique de Franz Lehár, livret original de Victor Léon et Leo Stein, adaptation de Forman Brown (lyrics) et Milton Lazarus (livret) : Natalie (New York)
- 1980 : The Desert Song, opérette, musique de Sigmund Romberg, lyrics d'Otto Harbach, livret d'Oscar Hammerstein II, Frank Mandel et Otto Harbach : rôle non-spécifié (Sacramento)